# Familieachtbaan (BillyBird Park Hemelrijk)
Familieachtbaan is een stalen achtbaan die sinds 31 juli 2009 opereert in het Nederlandse attractiepark BillyBird Park Hemelrijk te Volkel en is de eerste achtbaan in het park. Het is een achtbaanmodel type Tube Coaster van de Zwitserse fabrikant abc rides.

## Baanontwerp
De achtbaan heeft een lengte van 310 meter en een hoogte van 14 meter. De karretjes van de achtbaan bieden elk plaats aan 2-3 passagiers en de trein bestaat uit 2 karretjes. De passagiers zitten vast door middel van een veiligheidsriem. De achtbaantrein bereikt een maximale snelheid van 51 km/u.
De achtbaan heeft zonnepanelen en opereert energieneutraal. Dat wil zeggen alle energie die nodig is om de achtbaantrein op te takelen en te besturen wordt gegenereerd door groene energie. De achtbaantreinen worden leeg omhoog getakeld naar het station, zodat ze zo licht mogelijk zijn, om energie te besparen. De passagiers moeten via trappen omhoog lopen naar het instapstation op het hoogste punt van de baan en uitstappen bij het uitstapstation onderaan de baan.